# Orsinome lorentzi
Orsinome lorentzi là một loài nhện trong họ Tetragnathidae.
Loài này thuộc chi Orsinome. Orsinome lorentzi được miêu tả năm 1911 bởi Kulczynski.